# Амнон

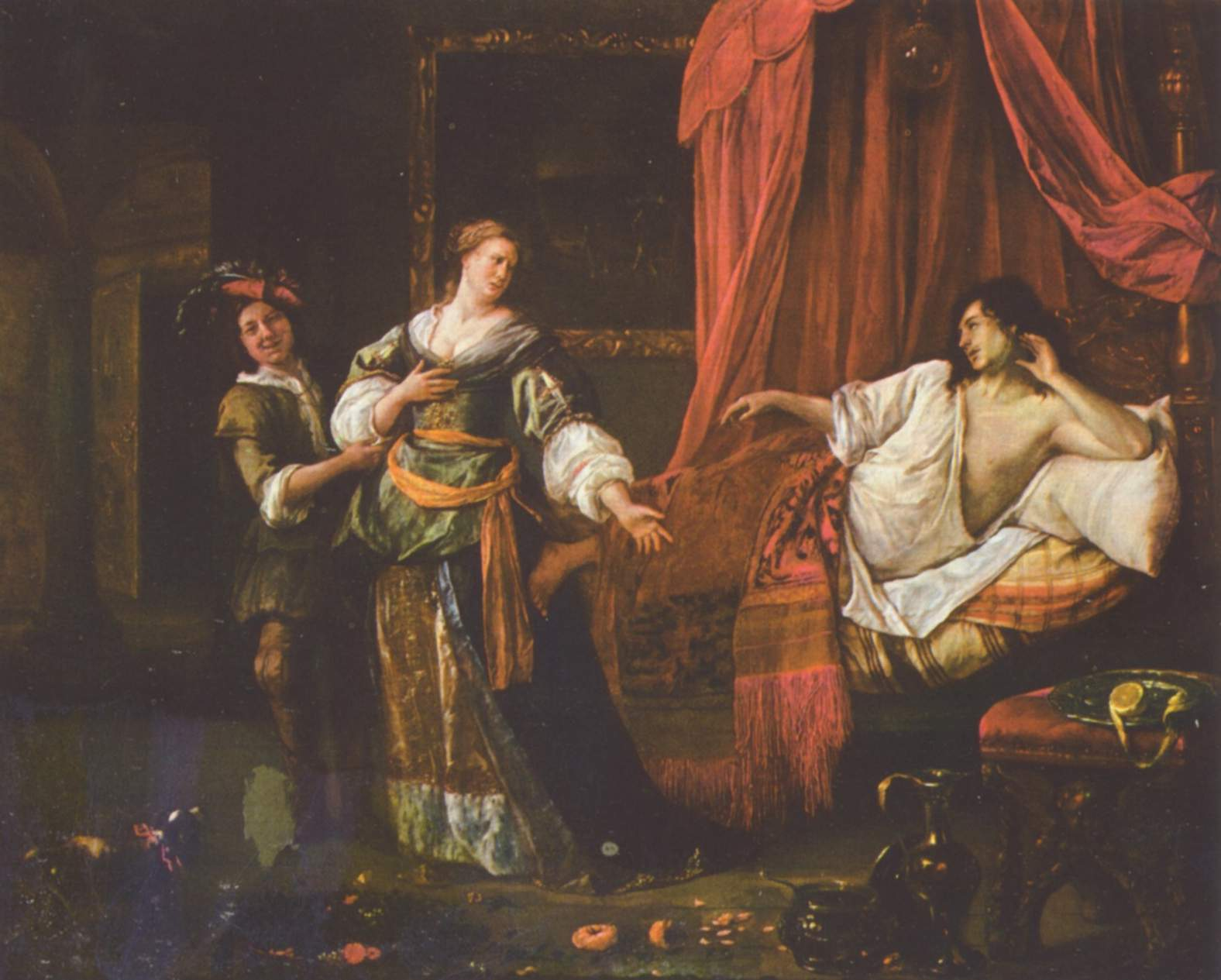
Амнон і Тамар. Ян Стен. Вальраф-Ріхартц Музей. Кельн

Амнон — біблійний персонаж, первонароджений син царя Давида від його дружини Ахіноам із Єзреела. Амнон народився ще в часи перебування Давида у Хевроні (бл. 1056 до н. е.).

Хоча Амнон, як старший син, був спадкоємець трону Давида, його насамперед пам'ятають за зґвалтування своєї єдинокровної сестри Тамар (Тамари), дочки царя Давида від іншої його  дружини по імені Маахат.
Амнон виріс у царській сім'ї та відчував пристрасне бажання до красуні Тамар. Скориставшись порадою свого двоюрідного брата, Йонадава, сина Шімеа (брата Давида), щоб заманити Тамар у своє житло, Амнон прикинувся хворим і попросив Тамар допомогти йому і приготувати йому їсти, необхідне для його одужання. Коли дівчина опинилася в покоях Аммона, той накинувся на неї і силою їй заволодів нею, а потім його бажання пристрасті переросло у ще більшу ненависть і він її вигнав. Тамар пішла жити до свого брата Авесалома, який прийняв її.
Цар Давид дуже розгнівався на сина за зроблене їм перелюбство, але не став карати його суворо. Однак рідний брат Тамар Авесалом «Авесалом не сказав Амнонові ні слова, ні доброго, ані злого, бо ненавидів Амнона за те, що знечестив його сестру Тамар.» (2 Сам. 13:22).
Два роки жив Амнон при дворі батька, а Авесалом носив ненависть до нього у своєму серці. У Ваал-Хацорі, що біля Ефраїму, Авесалом справляв стрижку овець і просив прийти до нього його батька, проте цар Давид не зміг піти і Авесалом наполіг, щоби прийшли його брати і Амнон з ними.
Увечері, як святкували, Амнон упився вина а Авесалом дав наказ його вбити. Коли Амнона вбили, його брати повтікали до Єрусалиму, а Авесалом утік до Талмая, Амігудового сина, гешурського царя (2 Сам. 13:37). Лише через 3 роки він повернувся до Єрусалиму, проте ці події дали початок наступної громадянської війни.